# Ян Барановський
Ян Юзеф Барановський (пол. Jan Józef Baranowski; 7 вересня 1805, Смиловичі, Мінська губернія, Російська імперія — 30 березня 1888, Лондон, Велика Британія) — польський економіст, фінансист, філолог, інженер і винахідник, представник Великої еміграції. Автор багатьох винаходів в галузі залізничної справи, комунікацій, бухгалтерського обліку, в тому числі — семафора, компостера для квитків і газового лічильника.

## Біографія
Барановський народився в 7 вересня 1805 року в містечку Смиловичі під Мінськом, в шляхетській родині з старовинного роду Гржималів. Навчався спочатку в церковній школі в Смиловичах, потім в класичній гімназії в Мінську. У 1821 році став студентом Імператорського університету у Вільно, причому спочатку спеціалізувався у фізиці та медицині. Однак потім Барановський зробив вибір на користь юриспруденції і в 1825 році отримав ступінь кандидата права (яка привласнювалася особам, які закінчили курс університету з відзнакою і представив письмову роботу на обрану тему; вона передувала ступенями магістра та доктора).
З 1828 року служив в Банку Польському в Варшаві в департаменті закордонної кореспонденції. Коли 29 листопада 1830 року розпочалося так зване листопадове повстання, гаслом якого було відновлення незалежної Речі Посполитої в кордонах 1772 року, Барановський став його активним учасником. Він воював у складі П'ятого уланського полку повстанців і взяв участь в декількох боях. У жовтні 1831 року разом з залишками розбитого військами російського генерала барона Розена Другого корпусу під командуванням знаменитого генерала Джироламо Раморіно йому вдалося перетнути кордон; в Королівстві Галичини та Володимирії повстанці здалися австрійським властям.
У 1832 р Барановському вдалося перебратися до Королівства Франція. Тут він зробив успішну кар'єру в управлінській сфері. Спочатку він служив в різних банках і торгових будинках у французькій провінції, в Ліоні і Шалон-сюр-Соні. У 1837 році він влаштувався в Парижі і продовжив працювати банківським бухгалтером і касиром. З 1843 по 1848 роки Барановський працював інспектором в Товаристві Північної залізниці (Париж-Руан-Гавр). Розроблена ним в цей час нова система бухгалтерського обліку була згодом впроваджена у всіх французьких залізничних компаніях.
Саме досвід роботи в банківській сфері і на залізниці звернув його до винахідництва. Починаючи з 1842 року, Барановський отримав 17 французьких патентів на свої винаходи (з додатковими удосконаленнями — 35). Найважливіші роботи він запатентував також у Великій Британії (9 патентів в 1847—1866 роках), Бельгії (два патенти в 1858 і 1863 роках), США (не менше двох патентів — в 1848 і 1873 роках). У 1848 році Барановський пішов у відставку і цілком присвятив себе винахідницькій діяльності.
Творчість Барановського, однак, не обмежувалася лише технологіями. Коли в 1871 році після принизливої поразки в війні проти Королівства Пруссія Французька імперія повинна була виплатити величезну контрибуцію, він розробив і направив до Міністерства фінансів проект організації державної позики. У результаті був прийнятий і здійснений — з незначними змінами — саме його проект. Однак у винагороді під різними приводами йому було відмовлено.
У результаті ображений Барановський вирішив покинути Французьку республіку і в 1872 році переселився до Великої Британії. Тут він зайняв скромно оплачувану посаду секретаря місцевого польського літературного товариства. Його діяльність в галузі літератури теж виявилася дуже плідною. Так, в 1879 році він видав кишеньковий словничок французької мови (який мав успіх як у Великій Британії, так і у Французькій республіці і отримав високу оцінку видатного польського романіста Юзефа Ігнація Крашевського), в 1880 році — підручник граматики, призначений для учнів польської мови британців і американців, а в 1884 році — перший англо-польський словник.
Ян Юзеф Барановський помер 30 березня 1888 в Лондоні.

## Винаходи

### Семафор
Мабуть, одним з найважливіших і тих, що отримали великий суспільний резонанс, винаходів Барановського стала розроблена ним близько 1857 року автоматична сигнальна система для контролю руху поїздів. Безпека руху по мережі залізниць, що бурхливо розвивалася, ставала в той час вкрай актуальним завданням. Швидкість поїздів постійно зростала, при цьому в значній частині шляху залишалися одноколійними. Барановський став одним з перших, хто спробував вирішити проблему безпеки. У його системі при підході поїзда до одноколійної ділянки спрацьовував механізм, який виставляв для зустрічних поїздів на протилежному кінці ділянки заборонний сигнал семафора.
Система вперше була випробувана в листопаді 1857 році біля станції Нантерр на лінії Париж-Сен-Жермен.
Випробування тривали кілька місяців, апаратура Барановського працювала без єдиної помилки, пропустивши не одну тисячу поїздів. У 1858 році система сигналізації Барановського була встановлена в Сардинському королівстві на залізничній лінії Турин-Генуя, а також на декількох лініях у Франції (Париж-Руан, Париж-Страсбург, Париж-Брюссель). У 1862 році вона була представлена на Всесвітній виставці в Лондоні, проте цей винахід Барановського інтересу у журі не викликав. Можливо, це було пов'язано з тим, що трьома роками раніше у Великій Британії з'явилася подібна, але більш практична і дешева механічна система. Незабаром були розроблені і електричні системи сигналізації, що остаточно витіснили механічні. Сам Барановський вважав, що невдача його проекту була не в останню чергу викликана свідомим саботажем залізничних робітників (колійних обхідників і ін.), які, побоюючись втратити роботу, псували обладнання.

### Лічильні машини
Кілька винаходів Барановського в тій чи іншій мірі примикають до області лічильної техніки. Так, на Всесвітній виставці в Лондоні в 1851 році було представлено кілька його винаходів: газовий лічильник, пристрій для підрахунку голосів на виборах, машина для друку, нумерації (тут доречно нагадати, що аж до XIX століття нумерація вважалася окремою арифметичною дією) і обліку залізничних і театральних квитків. Остання була влаштована так. У машину завантажувалися чисті бланки, і при кожному повороті ручки на черговому бланку друкувався квиток встановленого виду, причому вони послідовно нумеровались, починаючи з 1, а загальна кількість виданих квитків фіксувалася. Друк було багатобарвним, а машина могла також працювати і від приводу парового двигуна. Її продуктивність становила до 5000 квитків на годину.
У своєму звіті журі назвало машину Барановського зробленою «майстерно і винахідливо» і відзначило, що її конструкція така, що помилка в нумерації неможлива. Журі нагородило машину Барановського медаллю Всесвітньої виставки.
Кілька інших винаходів Барановського прямо відносяться до лічильної техніки: так, 14 січня 1847 року йому був виданий французький патент № 2663 на оригінальну механічну лічильну машину, призначену для виконання всіх чотирьох дій арифметики. На жаль, відомості про те, чи була ця машина виготовлена, відсутні.
Але, мабуть, найбільш цікавим з винаходів Барановського в області лічильної техніки став рахунковий циліндр на основі рухливих таблиць, призначений для механізації обчислень.
Різні математичні таблиці протягом тисячоліть служили найважливішим, якщо не єдиним засобом скорочення обсягу вироблених обчислень. Так, записані на глиняних табличках таблиці множення, зворотних величин, квадратів, кубів тощо, широко застосовувалися вже в стародавньому Вавилоні. Таблиці тригонометричних функцій, а потім логарифмічні таблиці залишалися для астрономів, математиків і інженерів незамінним інструментом аж до появи електронних калькуляторів. У середині XVII століття з'явилися перші прості механічні лічильні пристрої, засновані на використанні попередньо обчислених таблиць. Особливого поширення такі пристрої (в яких таблиці наносилися на рейки, диски, що обертаються циліндри і тощо) отримали, починаючи з першої третини XIX століття. Вони застосовувалися в торгівлі, в банках, страхових, промислових і залізничних компаніях, тобто всюди, де потрібно постійно проводити безліч відносно простих і однотипних обчислень, наприклад, визначати виплати по кредиту в розмірі від 1 до 1000 фунтів стерлінгів, взятому під 5,5 % річних на термін від 1 до 365 діб (лічильний пристрій Джелеффа, Велика Британія, близько 1815 року). Всього відомо близько 400 патентів на механічні таблиці, що отримані в європейських країнах і США за період до 1980 року.
Лічильний циліндр Барановського, який став одним з перших пристроїв такого роду, був запатентований у Франції (патент № 4587 з пріоритетом від 28 листопада 1846 року виданий на 15 років), у Великій Британії (патент виданий 19 липня 1847 року терміном на 6 місяців) і США (патент № 5746 від 5 вересня 1848 року).
Машина складається з таблиці, яка містить різні заздалегідь розраховані результати, розташовані послідовно в розрядах одиниць, десятків, сотень і тощо (а якщо необхідно, в дрібних частинах); з лицьової пластини з прорізами в ній для показу, коли потрібно, будь-якої частини обчислювальної таблиці; і, нарешті, ряду повзунів, будь-яку кількість яких може бути пересунено з метою виставлення чисел, що становлять необхідний результат (числа, не потрібні для результату, будуть приховані від перегляду). Повзуни і лицьова пластина влаштовані так, щоб оператор бачив на передній частині машини, які з повзунів слід зрушити, щоб отримати необхідний результат.
Дія машини полягає у відображенні конкретного необхідного результату на лицьовій панелі шляхом зсуву оператором відповідного повзуна (якщо такий результат може бути представлений як одне число з таблиці). Якщо ж результат, який повинен бути представлений, складається з двох або більше чисел, то повинні бути зрушені два або більше повзуна. У цьому випадку на лицьовій панелі відображаються два або більше числа, які слід скласти для отримання кінцевого результату. Таким чином, отримання результату за допомогою машини зводиться до простої операції показу числа, що є результатом, або декількох чисел, сума яких становить результат.
У патенті Барановського описана, зокрема, машина, що поєднана з обчислювальною таблицею для визначення плати за перевезення певної кількості вугілля на різні відстані (точніше, між Лондоном і основними станціями британської Південно-Західної залізниці). У верхній частині лицьової панелі є виріз, в якому видно постійний множник (вартість провезення тонни вугілля), в нижній — в спеціальному вирізі видно назву станції призначення. Всього станцій 13, тому є 13 заздалегідь обчислених таблиць, кожна з яких поміщена на одній з граней обертового на підшипниках барабана. Кожна таблиця містить похідні множників для одиниць, десятків, сотень тощо, на множне, яке в даному випадку є платою за перевезення тонни вугілля з Лондона до станції призначення.
Диск в нижній частині лицьової панелі суміщений з покажчиком у вигляді стрілки. Диск розділений на частини, що помічені назвами станцій, а одна частина залишена порожньою, щоб показувати початковий стан машини. При обертанні за допомогою рукоятки покажчика на закріпленому на осі диску, це рух за допомогою зубчастих коліс передається барабану. Коли покажчик повертається з одного поділу диску на інший, він показує на назву станції на диску, а картка, яка містить табличні результати, які стосуються обраної станції, пересувається в вірну позицію під закритим повзунами вирізом на лицьовій панелі. Нехай, наприклад, потрібно визначити плату за перевезення 642 т вугілля з Лондона в Кінгстон. Тоді кнопки номер 6 розряду сотень, номер 4 розряду десятків і номер 2 розряду одиниць зсуваються до упору в протилежні кінці прорізів. У повзунах також є прорізи, які виявляються сумісними з прорізами в лицьовій панелі і відкривають, таким чином, оператору потрібні табличні значення. Все, що залишається зробити — це скласти три показаних результати і підсумковий результат буде отримано.
Барабан легко знімається, і зрозуміло, що, замінивши таблиці на ньому, машину неважко пристосувати для вирішення найрізноманітніших завдань. Машини Барановського дійсно набули найширшого розповсюдження. Так, французьке міністерство громадських робіт застосовувало їх для розрахунку тарифів залізничних перевезень. У працівників банків користувався популярністю варіант машини, призначений для визначення розміру грошових виплат за певний термін при різних процентних ставках, а у бухгалтерів — для розрахунку заробітної плати працівників при фіксованій щотижневій оплаті. Рахункова машина Барановського була удостоєна медалі на Національній промисловій виставці 1849 року (також медаллю була нагороджена машина для друку, нумерації та обліку квитків) і разом з іншими його машинами була представлена на Всесвітній виставці 1851 року в Лондоні.

## Публікації
Барановський публікував роботи англійською, французькою та польською мовами.
- Taxe-machine (1848)
- Application de la taxe machine (1849)
- Nouveau système de voter au moyen d'un appareil dit: Scrutateur Mécanique (1849)
- Projet de Statuts pour la formation d'une Societé anonyme sous le titre de Caisse Générale de France (1854)
- Taxe machine applicable à toutes les opérations de calcul, inventée par Jean-Joseph Baranowski (1855)
- Notice sur les signaux Baranowski (1959)
- Signal Baranowski (1859)
- Nouveaux systèmes des signaux-disques sans contre-poids et des lanternes sans poulies ni chaines (1864)
- Simple System for Checking the Passengers’ Fares in Omnibuses Or Tramways (1877)
- Vademecum de la langue française (1879)
- The Student's Anglo-Polish Grammar (1880)
- Anglo-Polish Lexicon (1884)
- Wyjątek z ogólnej listy wynalazków mechanicznych (1886)

## Пам'ять
Портрет Барановського зображений на марці Пошти Польщі номіналом в 3 злотих.